# Садыкова, Зульфия
Зульфия Садыкова (р. 23 января 1968, Душанбе, Таджикская ССР) — актриса

 театра и кино. Окончила Высшее театральное училище имени М. С. Щепкина при Малом театре.
Награждена медалью РТ «За доблестный труд» (2008).
Член Союза кинематографистов Таджикистана (2009).
Окончила актёрский факультет Высшего театрального училища им. М.Щепкина (Москва, 1991).
С 2008 года -оргсекретарь МКФ «Дидор».
С 2011 года — директор Дома кино Союза кинематографистов Таджикистана.
2018 — Номинант «Лучшая актриса Центральной Азии» на Международной Премии «Ак Ылбирс», Кыргызстан
В 1991—2011 гг. — актриса Таджикского Государственного Молодёжного театра им. М.Вахидова, с 2005 года — мастер сцены этого театра, все эти годы приглашалась на роли в Государственный драматический театр им. А.Лахути, Русский драматический театр им. В.Маяковского. С 2011 года — актриса Русского драматического театра им. В.Маяковского. Сотрудничает с телевизионными каналами ТВ «Таджикистан», «Сафина», «Синамо», таджикским радио. Участвует в дубляже художественных фильмов.
На сцене Русского драматического театра им. В.Маяковского и других театров сыграла более 60 ролей, среди которых: Принц (по пьесе Главацкого, «Замарашка»), Мадам Аркати (Ноул Куард, «Неугомонный дух»), Хотуной (М.Бахти, «Шах Исмоил Сомони»), Эмилия (У. Шекспир, «Отелло»), вторая женщина (Б.Абдуразаков, «Исповедь»), куртизанка («Безумие. Год 93»), Наташа (А.Чехов, «Три сестры»), Лёля Асловская («Ранние рассказы Антоши Чехонте»), Бабушка Ануш (А. Цагарели «Ханума»), Фармонбиби (Саид Ахмад «Бунт невесток»), Гульбахор («Проделки Майсары»…..), Ситора (Т.Зульфикаров «Исповедь Омар Хайяма»).

## Фильмография
- Ассистент режиссёра документального фильма «Хлеб Раштона» (2007)
- Ассистент режиссёра короткометражных художественных фильмов: «Счастье» (2007), «Свет» (2008)
- Второй режиссёр короткометражного художествен¬ного фильма «Душанбе с любовью» (2008)
- Автор сценария и режиссёр короткометражного художественного фильма «Цветок» (2007)

### Роли в кино
- «Мелодия» — режиссёр Н. Мамадбекова (к/м, 2007)
- «Человек пришедший со снегом» — реж. М. Махмальбаф (2007) Мая — главная женская роль в фильме
- «Истинный полдень», реж. Н.Саидов (2009) — в фильме роль Кумри
- «Аруси замонави» (Современная невеста) 1-2, реж. Н.Пирматов (2015) Гулсунби — заглавная роль в фильме
- «Воздушный Сафар», реж. Д.Рахматов (2015). Роль жены электрика в фильме
- «Учитель» — реж. Н.Саидов. В фильме роль Шамъигуль
- «Сон обезьяны» — реж. Р. Шоазимов (2018). Мать — главная женская роль в фильме
- «Домоди замонави» (Современный жених) — реж. Н.Пирматов (2018). Кумри — заглавная роль в фильме
- «Хушдоманхо» (Свахи) — реж. А. Машрабов (2019). Садаф — главная роль в фильме
- «Дорога» — реж. Н.Саидов (2020). Саёхат — главная роль в фильме
- «Кухня» (сериал) — режиссёр О. Хамидов (2021) роль Наргис

## Участие в кино- и театральных фестивалях
- МКФ «Россия», Екатеринбург, Россия
- МКФ «Женского кино» Герат , Афганистан
- МКФ «Фаджр», Тегеран, Иран
- МКФ «Звезды Шакена», Алма-Ата, Казахстан
- МКФ «Умут» , Бишкек, Кыргызстан
- МКФ «Парижская весна» 2008 год